# 9 to 5 and Odd Jobs
9 to 5 and Odd Jobs -En españolː 9 a 5 y trabajos extraños- es el vigesimotercer álbum de estudio de la cantante y compositora estadounidense de country Dolly Parton, lanzado el 17 de noviembre de 1980 por RCA. 
El concepto del álbum gira en torno al trabajo como valor humano, y principalmente se centraba la canción "9 to 5", que le dio nombre a la película de comedia Nine to Five del mismo año, donde Dolly debutó como actriz, y que fue protagonizada por Jane Fonda y Lily Tomlin. La canción en cuestión fue un éxito ya que encabezó las listas de popularidad en Estados Unidos de country y pop.
En el 2020 el álbum fue ubicado en el puesto 62 de los 80 mejores álbumes de 1980, lista publicada por la revista Rolling Stone en noviembre del mismo año.

## Canciones
1. "9 to 5" (Dolly Parton) - 2:46
2. "Hush-a-bye Hard Times" (Dolly Parton) - 3:50
3. "The House of the Rising Sun" (tradicional) - 4:03
4. "Deportee (Plane Wreck At Los Gatos)" (Woody Guthrie/Martin Hoffman) - 4:43
5. "Poor Folks' Town" (Dolly Parton) - 3:00
6. "Working Girl" (Dolly Parton) - 3:20
7. "But You Know I Love You" (Mike Settle) - 3:20
8. "Detroit City" (Mel Tillis, Danny Dill) - 3:36
9. "Dark as a Dungeon" (Merle Travis) - 3:27
10. "Sing for the Common Man" (Dolly Parton) - 3:50